# Fomoria fuscata
Fomoria fuscata is een vlinder van de familie van de dwergmineermotten (Nepticulidae), van de onderfamilie van de Nepticulinae. De wetenschappelijke naam van deze soort is voor het eerst voorgesteld als Nepticula fuscata door Antonie Johannes Theodorus Janse in een publicatie uit 1948.
De soort komt voor in Namibië.